# Thadeus von Sievers

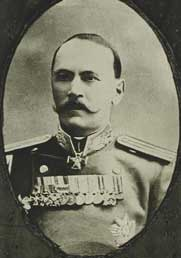
Thadeus Baron v. Sievers

Thadeus Ferdinand Ludwig von Sievers (russisch Фадде́й Васи́льевич Си́верс, Faddei Wassiljewitsch Sievers respektive Siwers; * 18. Oktober 1853; † 1915) war ein deutsch-baltischer General der russischen Armee.

## Ausbildung und Karriere
Thadeus von Sievers erhielt seine Ausbildung an der Infanterie-Junkerschule in Warschau (Abschluss 1872) und der Nikolai-Generalstabs-Akademie in Sankt Petersburg (Abschluss 1881).
Er nahm am Russisch-Osmanischen Krieg 1877–1878 teil. Nach Beendigung der Ausbildung diente er zunächst als Kommandeur verschiedener Einheiten vorwiegend im Kaukasus- und Schwarzmeergebiet, später auch in Sibirien. 1900 bis 1901 nahm er an der „Chinesischen Kampagne“ zur Niederschlagung des Boxeraufstandes teil. 1906 wurde Sievers Stabschef des Militärbezirkes Wilna. Ab 1908 kommandierte Sievers das XVI. Armeekorps, ab 1911 das X. Armeekorps. Am 6. Dezember 1912 wurde Sievers zum General der Infanterie befördert, dem zweithöchsten Rang in der russischen Armee.

## General im Ersten Weltkrieg
Im Ersten Weltkrieg errangen die von Sievers kommandierten Truppen zunächst  bei Przemyśl (heute Polen) und Rawa-Ruska (heute Ukraine) Erfolge gegen die österreich-ungarische Armee. Im September 1914 wurde er dafür mit dem Georgskreuz 4. Stufe ausgezeichnet und zum Kommandeur der 10. Armee der Nordwestfront ernannt. Dieser gelang es im Oktober 1914 unter Sievers’ Kommando, die ostpreußischen Städte Stallupönen (heute Nesterow, Russland) und Goldap (heute Polen) einzunehmen.
Weitere größere Erfolge für die russische Armee in Ostpreußen blieben aus. In der Winterschlacht in Masuren im Februar 1915 wurde die von Sievers kommandierte 10. Armee zu großen Teilen vernichtet. Nach der Niederlage wurde von Sievers als Armee-Kommandeur abgesetzt, obwohl er zu denen gehört hatte, die im Vorfeld vor der entstandenen ungünstigen strategischen Situation gewarnt hatten. Nachfolger Sievers’ als Kommandeur wurde General der Infanterie Radkewitsch. Sievers beging Anfang März Suizid.